# 이드롯스파르켄
이드롯스파르켄(스웨덴어: Idrottsparken)은 스웨덴 노르셰핑에 있는 축구 경기장으로, IFK 노르셰핑의 홈구장으로 사용되고 있으며 19,414명을 수용할 수 있다. 1958년 FIFA 월드컵과 UEFA 유로 1992 경기장으로 선정되었다.

## 기록

### 1958년 FIFA 월드컵
| 날짜            | 팀 1     | 스코어 | 팀 2       | 라운드 |
| --------------- | -------- | ------ | ---------- | ------ |
| 1958년 6월 11일 | 파라과이 | 3 - 2  | 스코틀랜드 | 2조    |
| 1958년 6월 19일 | 프랑스   | 4 - 0  | 북아일랜드 | 8강    |